# Mika van der Horst
Mika van der Horst (Marken, 11 mei 2005) is een Nederlandse voetballer die als middenvelder voor FC Volendam speelt.

## Clubcarrière
Van der Horst voetbalde in de jeugd van SV Marken waarna hij de overstap maakte naar RKAV Volendam. Van der Horst stapte over naar de jeugdopleiding van FC Volendam waar hij startte in het Onder 12 elftal. In het seizoen 2023/24 zat hij sinds de winterstop regelmatig op de bank maar tot een debuut kwam het dat seizoen niet. In januari 2024 ging Van der Horst als vervanger van Lequincio Zeefuik en onder leiding van toenmalig trainer Regillio Simons, mee op trainingskamp in Turkije, waar hij zijn officieuze debuut maakte in een oefenduel tegen Partizan Tirana. In 2024 tekende Van der Horst zijn eerste profcontract tot de zomer van 2027. Op 18 augustus 2024 debuteerde Van der Horst in de Eerste divisie, in de met 0–1 verloren thuiswedstrijd tegen FC Emmen. Na het tekenen van zijn contract en zijn debuut in het eerste elftal van de club werd hij de eerste profvoetballer uit Marken en de eerste speler uit Marken die uitkomt voor FC Volendam. Op 23 augustus 2024 maakte Van der Horst zijn basisdebuut in de met 2–1 verloren uitwedstrijd tegen ADO Den Haag.

## Clubstatistieken
| Seizoen | Club        | Competitie     | Competitie | Competitie | Beker | Beker | Overig | Overig | Totaal | Totaal |
| Seizoen | Club        | Competitie     | Wed.       | Dlp.       | Wed.  | Dlp.  | Wed.   | Dlp.   | Wed.   | Dlp.   |
| ------- | ----------- | -------------- | ---------- | ---------- | ----- | ----- | ------ | ------ | ------ | ------ |
| 2023/24 | FC Volendam | Eredivisie     | 0          | 0          | 0     | 0     | 0      | 0      | 0      | 0      |
| 2024/25 | FC Volendam | Eerste divisie | 3          | 0          | 0     | 0     | 0      | 0      | 3      | 0      |
| Totaal  | Totaal      | Totaal         | 3          | 0          | 0     | 0     | 0      | 0      | 3      | 0      |

Bijgewerkt t/m 29 april 2025.